# Szentiványi Gyula
Szentiványi Gyula (Budapest, 1881. január 7. – Budapest, 1956. május 17.) – művészeti író, festő, képrestaurátor.

## Életpályája
A Szépművészeti Múzeum titkára, majd főtitkára volt. Főként lexikonszerkesztéssel foglalkozott. Szendrei Jánossal közösen szerkesztette A magyar képzőművészek lexikonát (I., Budapest, 1915). Haláláig gyűjtötte egy teljességre törekvő magyar művészeti lexikon adatait. Lexikonának törzsanyaga a Művészettörténeti Dokumentációs Központban a folyamatos lexikális gyűjtés alapanyagát alkotja.

## Főbb munkái
- Barabás Miklós művészete (Bp., 1927).